# 贝琪·德沃斯
伊莉莎白·「貝琪」·德沃斯（英語：Elisabeth "Betsy" DeVos；1958年1月8日—），本姓普林斯，是美國密歇根州一名政治人物、富豪、商人、慈善家和教育活動家，第11任美國教育部長。
德沃斯于2021年1月7日因为美国国会示威而辞去职务。

## 经历
她曾擔任許多社會、文化和政治運動和組織的領導，並擔任多年密歇根州共和黨的主席。她是風追求集團（Windquest Group）、迪克和貝琪·德沃斯家庭基金會（Dick and Betsy DeVos Family Foundation）及美國兒童聯合會（American Federation for Children）的主席；同時也是约翰·肯尼迪表演艺术中心的德沃斯藝術管理學院（DeVos Institute for Arts Management）董事會成員。
德沃斯的丈夫狄克·戴弗斯，為美國多層次傳銷公司安麗（Amway）前執行長，其父親為安麗共同創辦人理查·狄維士。德沃斯的弟弟，前美國海軍海豹部隊軍官艾瑞克·普林斯，是美國安全顧問、私人軍事公司美國黑水創辦人。德沃斯是美國普林斯有限公司（Prince Corporation）創辦人艾德加·普林斯的女兒。
2016年11月23日，美國總統唐納·川普提名德沃斯出任美國教育部長。
美国东部时间2017年2月7日，美国参议院全体院会对其任命案进行表决，因為兩名共和黨女參議員投反對票，投票结果为50：50，最后副总统兼参议院议长米高·彭斯投下了关键的一票，最终使得任命案得到惊险通过。這是首次由副總統參與參議院內閣同意權投票，並行使關鍵一票。

## 关联人物
- 艾瑞克·普林斯

## 延伸閱讀
- Kathy Barks Hoffman. . FoxNews.com. The Associated Press. 2006-07-10  [2011-05-23]. （原始内容存档于2012-11-03）.
- Curt Guyette. . MetroTimes. 2000-02-23  [2011-05-23]. （原始内容存档于2010-02-06）.

## 外部連結
- 官方网站
- SourceWatch（英语：Center for Media and Democracy）的檔案（页面存档备份，存于）
- C-SPAN內的頁面（英文）